# 夜の女王

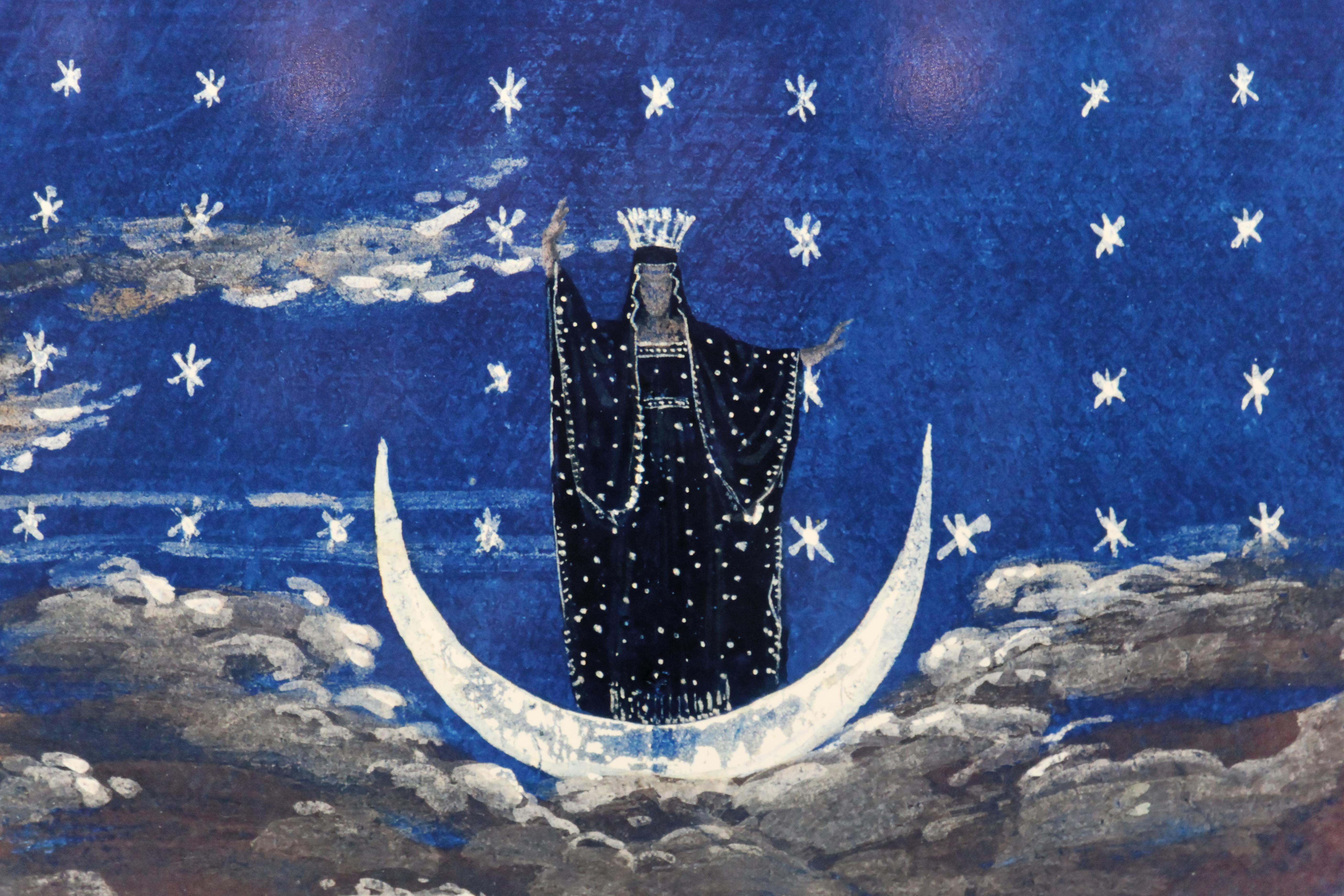
夜の女王

夜の女王（ドイツ語: Königin der Nacht）はヴォルフガング・アマデウス・モーツァルトの歌劇「魔笛」の登場人物。ソプラノによって歌い演じられる。

## 人物（筋書き）
夜の女王は、3人の侍女を派遣し、大蛇に襲われていた王子タミーノを救出した。タミーノはこれに感謝し、女王の娘パミーナの肖像に一目惚れし、女王の味方になった。パミーナは祭司ザラストロ（昼の世界の支配者）の神殿に囚われていて、これを救出すれば、娘を嫁にやると、女王は約束した。
タミーノは女王の鳥刺しパパゲーノを伴ってパミーナ救出の旅に出発するが、ザラストロの神殿に着くと、真実は逆であると気づき、パミーナが囚われている神殿に留まって女王の元には戻らないことを決意した。
智者の神殿に受け入れられるには、入会の試練を通過しなければならない。タミーノは愛するパミーナとともにこれをくぐりぬけ、ついには2人は永遠に結ばれ、母たる夜の女王は没落する運命をたどった。

## 声質
2つの夜の女王のアリア（「ああ、怖れおののかなくてもよいのです、わが子よ!」、「復讐の炎は地獄のように我が心に燃え」）とフィナーレの重唱を歌うのみだが、夜の女王を歌う歌手にはコロラトゥーラの卓抜した技巧が要求され、Fa5の高音が求められる。「復讐の炎は地獄のように我が心に燃え」ではスタッカート付きの素早いパッセージも関門となる。
このアリアでは歌詞全体に渡ってドラマチックな力強さが要求され、ドラマチック・ソプラノのうちでも声の敏捷さを併せ持つ歌手が適している。Fa6を歌えて、かつ、力強さを失わない声の持ち主には、エッダ・モーザーやクリスティーナ・ドイテコムが挙げられる。
近年になってこのタイプのソプラノが減っており、リリック系のソプラノの進出が目立っているが、高音部を得意とし、コロラトゥーラの輝かしさを体現しているものの、表現的な力強さを欠く傾向が強い。
夜の女王の歴代の名手には、ディアナ・ダムラウ、エディタ・グルベローヴァ、アーリーン・オジェー、ルチアーナ・セッラ、スミ・ジョー、ルチア・ポップ、ナタリー・デッセーらがいる。